# Section d'un fibré

Une section s d'un espace fibré p : E → B

Un champ vectoriel dans R^{2}. Une section d'un fibré tangent est un champ vectoriel.

En topologie, une section d'un fibré {\displaystyle \pi :E\to B} sur un espace topologique {\displaystyle B} est une fonction continue {\displaystyle f:B\to E} telle que {\displaystyle \pi (f(x))=x} pour tout point {\displaystyle x} de {\displaystyle B}. Toute section est injective.

## Section
Une section est une généralisation de la notion de graphe d'une fonction. Le graphe d'une fonction g : X → Y peut être identifié à une fonction prenant ses valeurs dans le produit cartésien E = X×Y de X et Y:
{\displaystyle f(x)=(x,g(x))\in E,\quad f:X\to E.}
Une section est une caractérisation abstraite de ce qu'est un graphe. Soit π : E → X la projection sur le premier facteur du produit cartésien: π(x,y) = x. Alors on appelle graphe toute fonction f pour laquelle π(f(x))=x.
La notion d'espace fibré permet d'élargir cette notion de graphe au-delà du cas où E est un produit cartésien. Si π : E → B est un espace fibré, alors une section est le choix d'un point f(x) dans chacune des fibres. La condition π(f(x)) = x signifie simplement que la section au point x doit être située dans la fibre liée à x. (Voir image.)
Par exemple, si E est un fibré vectoriel, une section de E est un élément de l'espace vectoriel Ex lié à chaque point x ∈ B. En particulier, un champ de vecteurs sur une variété différentielle régulière M est le choix en chaque point de M, d'un vecteur tangent : il s'agit alors d'une "section" du fibré tangent de M. De même, une 1-forme sur M est une section du fibré cotangent.
En général, les espaces fibrés n'ont pas de telles sections (dites globales), il est donc aussi utile de définir des sections dites locales : une section locale d'un espace fibré est une application continue f : U → E où U est un ouvert de B et π(f(x))=x pour tout x dans U. Si (U, φ) est une trivialisation locale de E, où φ est un homéomorphisme de π-1(U) dans U × F (où F est le fibré), alors il existe toujours des sections locales sur U en correspondance bijective avec les applications continues de U dans F. Les sections locales forment un faisceau sur B appelé le faisceau des sections de E.
L'espace des sections continues d'un espace fibré E sur U est parfois noté C(U,E), alors que l'espace des sections globales de E est souvent noté Γ(E) ou Γ(B,E).
Les sections sont étudiées en théorie de l'homotopie et en topologie algébrique, où l'un des principaux objectifs est d'expliquer l'existence ou la non-existence de sections globales. Cela conduit à la cohomologie des faisceaux. Par exemple, un fibré principal a une section globale si et seulement si c'est un fibré trivial. D'autre part, un fibré vectoriel a toujours une section globale : la section nulle. Cependant, il n'admet une section qui ne s'annule nulle part que si sa classe d'Euler est zéro.
Les sections, en particulier celles des fibrés principaux et des fibrés vectoriels, sont aussi des outils très importants en géométrie différentielle. Dans ce cas, l'espace de base B est une variété régulière M, et E est supposé être un fibré régulier sur M (c'est-à-dire, E est une variété régulière et π : E → M est une fonction régulière). On considère alors l'espace des sections régulières de E sur un ouvert U, noté C∞(U,E). Il est aussi utile en géométrie analytique de considérer des espaces de sections de régularité intermédiaire (par exemple : des sections Ck, ou des sections höldériennes, ou encore avec une régularité au sens des espaces de Sobolev).